# Скотсблаф (Небраска)
Скотсблаф (енгл. Scottsbluff) град је у америчкој савезној држави Небраска.

## Демографија
По попису из 2010. године број становника је 15.039, што је 307 (2,1%) становника више него 2000. године.
| Група             | 2000.          | 2010.         |
| Белци             | 10.548 (71,6%) | 9.983 (66,4%) |
| Афроамериканци    | 65 (0,4%)      | 125 (0,8%)    |
| Азијати           | 110 (0,7%)     | 113 (0,8%)    |
| Хиспаноамериканци | 3.476 (23,6%)  | 4.371 (29,1%) |
| Укупно            | 14.732         | 15.039        |